# 胡靖古庙
胡靖古庙，又称庇能打金行（或写作𠳓𠹌打金行），是一座位于马来西亚槟城乔治市南华医院街的古寺，也是乔治市的一级古迹，里头供奉着据信是全球唯一的胡靖金身，占地8000多平方英尺。

## 历史
约200年前，有些金商为了寻找商机而来到了槟榔屿。金匠逐渐富有后便在漆木街租一间房子（相传是全马首个有规模的打金行组织）。当时，寺庙所供奉的胡靖金身较为小尊。
如今寺庙里头所供奉的胡靖金身是于1904年迁至现址后重新打造的一座神像。胡靖古庙的门额石刻则成书于1904年。
1905年，寺庙开始供奉胡靖的新金身。